# Llista de monuments de Premià de Dalt
Llista de monuments de Premià de Dalt inclosos en l'Inventari del Patrimoni Arquitectònic Català per al municipi de Premià de Dalt (Maresme). Inclou els inscrits en el Registre de Béns Culturals d'Interès Nacional (BCIN) amb la classificació de monuments històrics, els Béns Culturals d'Interès Local (BCIL) de caràcter immoble i la resta de béns arquitectònics integrants del patrimoni cultural català.
| Monument                                                     | Protecció    | Estil/època                                        | Localització                                                              | Coordenades                                          | Codi?         | Imatge |
| ------------------------------------------------------------ | ------------ | -------------------------------------------------- | ------------------------------------------------------------------------- | ---------------------------------------------------- | ------------- | --- |
| Mas Moles                                                    | BCIN 1321-MH | XIV-XVI                                            | Premià de Dalt Ctra. de Premià de Mar, 125                                | 41° 30′ 21″ N, 2° 20′ 35″ E / 41.505861°N,2.343006°E | RI-51-0005604 | Mas Moles (Premià de Dalt) · Vegeu més fotos d'aquest monument · Carregueu una nova foto d'aquest monument                             |
| Can Mus                                                      | BCIL 1991    | Barroc, neoclassicisme XVIII Mitjan, XIX           | Premià de Dalt Torrent de Can Mus, 30                                     | 41° 30′ 36″ N, 2° 20′ 32″ E / 41.51003°N,2.3421°E    | IPA-8836      | Can Mus (Premià de Dalt) · Vegeu més fotos d'aquest monument · Carregueu una nova foto d'aquest monument                               |
| Ajuntament                                                   | BCIL 1991    | Modernisme XX                                      | Premià de Dalt Pl. de la Vila, 1                                          | 41° 30′ 26″ N, 2° 20′ 31″ E / 41.50734°N,2.34184°E   | IPA-8837      | Antic Ajuntament (Premià de Dalt) · Vegeu més fotos d'aquest monument · Carregueu una nova foto d'aquest monument                      |
| Mas Vell, o Ca n'Orriols                                     |              | Obra popular XVIII                                 | Premià de Dalt Torrent del Fondo, 24                                      | 41° 30′ 29″ N, 2° 20′ 27″ E / 41.50802°N,2.34089°E   | IPA-8838      | Mas Vell (Premià de Dalt) · Vegeu més fotos d'aquest monument · Carregueu una nova foto d'aquest monument                              |
| Can Riera de Sant Mateu                                      | BCIL 1991    | Barroc, Obra popular XVIII                         | Premià de Dalt Sant Mateu                                                 | 41° 31′ 06″ N, 2° 19′ 32″ E / 41.518210°N,2.325680°E | IPA-8839      | Can Riera de Sant Mateu (Premià de Dalt) · Vegeu més fotos d'aquest monument · Carregueu una nova foto d'aquest monument               |
| Can Coromines, o Can Coromina                                | BCIL 1991    | Barroc, Eclecticisme XVIII Final, XIX              | Premià de Dalt Riera de Sant Pere, 160                                    | 41° 30′ 27″ N, 2° 20′ 28″ E / 41.5076°N,2.34103°E    | IPA-8840      | Can Coromines (Premià de Dalt) · Vegeu més fotos d'aquest monument · Carregueu una nova foto d'aquest monument                         |
| Can Font, Ca la Tecla Sala                                   | BCIL 1991    | Noucentisme XX Inici                               | Premià de Dalt Ctra. de Premià de Mar, 2-4                                | 41° 29′ 53″ N, 2° 20′ 54″ E / 41.49815°N,2.34824°E   | IPA-8841      | Can Sala (Premià de Dalt) · Vegeu més fotos d'aquest monument · Carregueu una nova foto d'aquest monument                              |
| Can Berlanga                                                 | BCIL 1991    | Gòtic, obra popular XIV                            | Premià de Dalt Riera de Sant Pere, 93                                     | 41° 30′ 15″ N, 2° 20′ 43″ E / 41.50405°N,2.34532°E   | IPA-8842      | Can Berlanga (Premià de Dalt) · Vegeu més fotos d'aquest monument · Carregueu una nova foto d'aquest monument                          |
| Les Monges                                                   | BCIL 1991    | Barroc, obra popular XVIII                         | Premià de Dalt Travessia del Sant Crist, 5                                | 41° 30′ 29″ N, 2° 20′ 30″ E / 41.50806°N,2.34168°E   | IPA-8843      | Les Monges (Premià de Dalt) · Vegeu més fotos d'aquest monument · Carregueu una nova foto d'aquest monument                            |
| Ca la Cecília                                                |              | Barroc, obra popular XVII                          | Premià de Dalt C. de l'Església, 5 - Riera de Sant Pere, 156 (enderrocat) | 41° 30′ 27″ N, 2° 20′ 30″ E / 41.50759°N,2.34158°E   | IPA-8844      | Ca la Cecília (Premià de Dalt) · Vegeu més fotos d'aquest monument · Carregueu una nova foto d'aquest monument                         |
| Can Creus                                                    | BCIL 1991    | Barroc, obra popular XVIII                         | Premià de Dalt Camí de Can Creus, 11                                      | 41° 30′ 34″ N, 2° 20′ 37″ E / 41.50943°N,2.34362°E   | IPA-8845      | Can Creus (Premià de Dalt) · Vegeu més fotos d'aquest monument · Carregueu una nova foto d'aquest monument                             |
| La Rectoria                                                  | BCIL 1991    | Obra popular XVI                                   | Premià de Dalt Pujada de l'Església, 20                                   | 41° 30′ 29″ N, 2° 20′ 29″ E / 41.50794°N,2.34125°E   | IPA-8846      | La Rectoria (Premià de Dalt) · Vegeu més fotos d'aquest monument · Carregueu una nova foto d'aquest monument                           |
| Can Vergés                                                   | BCIL 1991    | Gòtic, obra popular XV                             | Premià de Dalt Travessia de la Plaça, 21                                  | 41° 30′ 25″ N, 2° 20′ 31″ E / 41.506871°N,2.342021°E | IPA-8847      | Can Vergés (Premià de Dalt) · Vegeu més fotos d'aquest monument · Carregueu una nova foto d'aquest monument                            |
| Can Cinto Manent                                             | BCIL 1991    | Gòtic, obra popular XV                             | Premià de Dalt Ctra. del Ramal, 35                                        | 41° 30′ 19″ N, 2° 20′ 38″ E / 41.50527°N,2.34398°E   | IPA-8848      | Can Cinto Manent (Premià de Dalt) · Vegeu més fotos d'aquest monument · Carregueu una nova foto d'aquest monument                      |
| Can Riera                                                    | BCIL 1991    | Barroc, obra popular XVII                          | Premià de Dalt Riera de Sant Pere, 180                                    | 41° 30′ 28″ N, 2° 20′ 24″ E / 41.50789°N,2.33992°E   | IPA-8849      | Can Riera (Premià de Dalt) · Vegeu més fotos d'aquest monument · Carregueu una nova foto d'aquest monument                             |
| Can Coromina, o Ca l'Estrany, o la Masoveria de Can Coromina |              | Obra popular XVII                                  | Premià de Dalt Riera de Sant Pere, 164                                    | 41° 30′ 27″ N, 2° 20′ 25″ E / 41.507635°N,2.340147°E | IPA-8850      | Can Coromina (Premià de Dalt) · Vegeu més fotos d'aquest monument · Carregueu una nova foto d'aquest monument                          |
| Pujada de les Monges                                         |              | Obra popular XVIII                                 | Premià de Dalt Pujada de les Monges                                       | 41° 30′ 29″ N, 2° 20′ 30″ E / 41.50802°N,2.34158°E   | IPA-8851      | Pujada de les Monges (Premià de Dalt) · Vegeu més fotos d'aquest monument · Carregueu una nova foto d'aquest monument                  |
| Ermita de Sant Mateu                                         | BCIL 1991    | Romànic XI, XII                                    | Premià de Dalt Sant Mateu                                                 | 41° 31′ 01″ N, 2° 19′ 43″ E / 41.516890°N,2.328723°E | IPA-8852      | Ermita de Sant Mateu (Premià de Dalt) · Vegeu més fotos d'aquest monument · Carregueu una nova foto d'aquest monument                  |
| Can Figueras, Museu de Premià de Dalt                        | BCIL 1991    | Gòtic, Obra popular XIV, XVIII, XIX                | Premià de Dalt Riera de Sant Pere, 88                                     | 41° 30′ 18″ N, 2° 20′ 48″ E / 41.504867°N,2.346758°E | IPA-8853      | Can Figueras (Premià de Dalt) · Vegeu més fotos d'aquest monument · Carregueu una nova foto d'aquest monument                          |
| Can Perdal, Can Felicianet o Can Xarrié                      | BCIL 1991    | Obra popular XV, XVI                               | Premià de Dalt C. de l'Església, 9                                        | 41° 30′ 27″ N, 2° 20′ 29″ E / 41.50756°N,2.34136°E   | IPA-8854      | Can Perdal (Premià de Dalt) · Vegeu més fotos d'aquest monument · Carregueu una nova foto d'aquest monument                            |
| Can Cisa                                                     | BCIL 1991    | Gòtic XIV                                          | Premià de Dalt C. Pere Masriera, la Cisa                                  | 41° 30′ 35″ N, 2° 21′ 07″ E / 41.50986°N,2.35186°E   | IPA-8856      | Can Cisa (Premià de Dalt) · Vegeu més fotos d'aquest monument · Carregueu una nova foto d'aquest monument                              |
| Can Quelons, o Can Corominas                                 | BCIL 1991    | Gòtic, obra popular XV, XVIII, XIX                 | Premià de Dalt C. del Sant Crist, 11-13                                   | 41° 30′ 27″ N, 2° 20′ 33″ E / 41.50757°N,2.34241°E   | IPA-8857      | Can Quelons (Premià de Dalt) · Vegeu més fotos d'aquest monument · Carregueu una nova foto d'aquest monument                           |
| Can Terrís                                                   | BCIL 1991    | Obra popular XVI, XX                               | Premià de Dalt Ptge. de la Cooperativa, 14                                | 41° 30′ 24″ N, 2° 20′ 43″ E / 41.50676°N,2.34528°E   | IPA-8858      | Can Terrís (Premià de Dalt) · Vegeu més fotos d'aquest monument · Carregueu una nova foto d'aquest monument                            |
| Santuari de Nostra Senyora de la Cisa                        | BCIL 1991    | Barroc, obra popular XVIII                         | Premià de Dalt C. de la Cisa, 136                                         | 41° 30′ 38″ N, 2° 21′ 04″ E / 41.510690°N,2.351053°E | IPA-8859      | Santuari de Nostra Senyora de la Cisa (Premià de Dalt) · Vegeu més fotos d'aquest monument · Carregueu una nova foto d'aquest monument |
| Can Franquesa, Sant Jaume o Societat Cultural Sant Jaume     | BCIL 1991    | Barroc, Gòtic XVIII                                | Premià de Dalt Riera de Sant Pere, 147                                    | 41° 30′ 24″ N, 2° 20′ 36″ E / 41.50676°N,2.34343°E   | IPA-8860      | Can Franquesa (Premià de Dalt) · Vegeu més fotos d'aquest monument · Carregueu una nova foto d'aquest monument                         |
| Can Verboom, o Can Borbon                                    | BCIL 1991    | Gòtic, barroc XIV, XV, XVIII                       | Premià de Dalt Ctra. de Premià de Mar, 70                                 | 41° 30′ 03″ N, 2° 20′ 45″ E / 41.50089°N,2.34572°E   | IPA-8862      | Can Verboom (Premià de Dalt) · Vegeu més fotos d'aquest monument · Carregueu una nova foto d'aquest monument                           |
| Can Pisol, Can Pi Sol o Can Godàs                            | BCIL 1991    | Eclecticisme XIX, XX                               | Premià de Dalt Torrent de Can Pau Sirés - Torrent de Can Mus, 45          | 41° 30′ 38″ N, 2° 20′ 30″ E / 41.510517°N,2.341620°E | IPA-35160     | Can Pisol (Premià de Dalt) · Vegeu més fotos d'aquest monument · Carregueu una nova foto d'aquest monument                             |
| Can Pau Sirés, Can Noalart                                   | BCIL 1991    | XVIII, XIX                                         | Premià de Dalt C. del Cant dels Ocells, 14                                | 41° 30′ 36″ N, 2° 20′ 29″ E / 41.509959°N,2.341474°E | IPA-35161     | Can Pau Sirés (Premià de Dalt) · Vegeu més fotos d'aquest monument · Carregueu una nova foto d'aquest monument                         |
| Can Botey o Botei, Can Casadellà                             | BCIL 1991    | XVIII                                              | Premià de Dalt C. de la Cisa, 53                                          | 41° 30′ 31″ N, 2° 20′ 48″ E / 41.508649°N,2.346758°E | IPA-35167     | Can Botey (Premià de Dalt) · Vegeu més fotos d'aquest monument · Carregueu una nova foto d'aquest monument                             |
| Jardins de Can Botey                                         | BCIL 1991    |                                                    | Premià de Dalt C. de la Cisa, 53                                          | 41° 30′ 30″ N, 2° 20′ 50″ E / 41.508297°N,2.347352°E | IPA-40279     | Jardins de Can Botey (Premià de Dalt) · Vegeu més fotos d'aquest monument · Carregueu una nova foto d'aquest monument                  |
| Can Grau                                                     | BCIL 1991    | Obra popular XVIII                                 | Premià de Dalt Riera de Sant Pere, 184                                    | 41° 30′ 28″ N, 2° 20′ 18″ E / 41.507788°N,2.338233°E | IPA-35169     | Can Grau (Premià de Dalt) · Vegeu més fotos d'aquest monument · Carregueu una nova foto d'aquest monument                              |
| Ca n'Orriols, Mas Vell, Ca la Maria Orriols                  | BCIL 1991    | XVIII                                              | Premià de Dalt C. de l'Església, 19                                       | 41° 30′ 28″ N, 2° 20′ 27″ E / 41.507799°N,2.340903°E | IPA-35170     | Ca n'Orriols (Premià de Dalt) · Vegeu més fotos d'aquest monument · Carregueu una nova foto d'aquest monument                          |
| Església de Santa Anna                                       | BCIL 1991    | Obra popular XVIII                                 | Premià de Dalt Ctra. de Vilassar de Dalt, 29                              | 41° 30′ 11″ N, 2° 21′ 33″ E / 41.502970°N,2.359069°E | IPA-35172     | Església de Santa Anna (Premià de Dalt) · Vegeu més fotos d'aquest monument · Carregueu una nova foto d'aquest monument                |
| La Torreta                                                   | BCIL 1991    | Eclecticisme XIX                                   | Premià de Dalt C. del Sant Crist, 6                                       | 41° 30′ 27″ N, 2° 20′ 37″ E / 41.507491°N,2.343541°E | IPA-35180     | La Torreta (Premià de Dalt) · Vegeu més fotos d'aquest monument · Carregueu una nova foto d'aquest monument                            |
| La Glorieta, safareig                                        | BCIL 1991    | Obra popular XIX                                   | Premià de Dalt Riera de Sant Pere - c. de l'Església                      | 41° 30′ 27″ N, 2° 20′ 29″ E / 41.507413°N,2.341524°E | IPA-35183     | La Glorieta (Premià de Dalt) · Vegeu més fotos d'aquest monument · Carregueu una nova foto d'aquest monument                           |
| Cal Maquinista                                               | BCIL 1991    |                                                    | Premià de Dalt Pl. de la Vila, 7                                          | 41° 30′ 26″ N, 2° 20′ 32″ E / 41.507355°N,2.342264°E | IPA-35184     | Cal Maquinista (Premià de Dalt) · Vegeu més fotos d'aquest monument · Carregueu una nova foto d'aquest monument                        |
| Cal Marquès, Can Tay, Can Molina                             | BCIL 1991    | XVIII                                              | Premià de Dalt Riera de Sant Pere, 148                                    | 41° 30′ 26″ N, 2° 20′ 33″ E / 41.507264°N,2.342471°E | IPA-35185     | Cal Marquès (Premià de Dalt) · Vegeu més fotos d'aquest monument · Carregueu una nova foto d'aquest monument                           |
| Can Balet, Vil·la Matilde                                    | BCIL 1991    | Eclecticisme XIX                                   | Premià de Dalt Riera de Sant Pere, 56-60                                  | 41° 30′ 09″ N, 2° 20′ 49″ E / 41.502426°N,2.347044°E | IPA-35220     | Can Balet (Premià de Dalt) · Vegeu més fotos d'aquest monument · Carregueu una nova foto d'aquest monument                             |
| Can Baltà, Can Trias, Castelldaura                           | BCIL 1991    | Eclecticisme XIX                                   | Premià de Dalt Ctra. de Premià de Mar, 1                                  | 41° 29′ 49″ N, 2° 20′ 47″ E / 41.496877°N,2.346327°E | IPA-35226     | Can Baltà (Premià de Dalt) · Vegeu més fotos d'aquest monument · Carregueu una nova foto d'aquest monument                             |
| Capella del Sant Crist                                       | BCIL 2007    | Obra popular                                       | Premià de Dalt C. del Sant Crist - torrent del Fondo                      | 41° 30′ 29″ N, 2° 20′ 32″ E / 41.508123°N,2.342333°E | IPA-35956     | Capella del Sant Crist (Premià de Dalt) · Vegeu més fotos d'aquest monument · Carregueu una nova foto d'aquest monument                |
| Església parroquial de Sant Pere                             | BCIL 1991    | Gòtic tardà XVI                                    | Premià de Dalt Pujada de l'Església                                       | 41° 30′ 29″ N, 2° 20′ 30″ E / 41.507968°N,2.341538°E | IPA-39917     | Església parroquial de Sant Pere (Premià de Dalt) · Vegeu més fotos d'aquest monument · Carregueu una nova foto d'aquest monument      |
| Caseta dels Reis                                             | BCIL 1991    |                                                    | Premià de Dalt Turó d'en Ponç                                             | 41° 30′ 22″ N, 2° 20′ 26″ E / 41.506187°N,2.340552°E | IPA-40268     | Caseta dels Reis (Premià de Dalt) · Vegeu més fotos d'aquest monument · Carregueu una nova foto d'aquest monument                      |
| Can Blanco, Can Malagrida, Can Pau Roig                      | BCIL 1991    |                                                    | Premià de Dalt C. Josep Carner Puigoriol, 2                               | 41° 30′ 15″ N, 2° 20′ 40″ E / 41.504087°N,2.344316°E | IPA-40269     | Can Malagrida (Premià de Dalt) · Vegeu més fotos d'aquest monument · Carregueu una nova foto d'aquest monument                         |
| Can Costa                                                    | BCIL 1991    | villa italiana s XVIII, la torre mirador del s XIX | Premià de Dalt Riera de Sant Pere, 77                                     | 41° 30′ 10″ N, 2° 20′ 46″ E / 41.502895°N,2.346143°E | IPA-40270     | Can Costa (Premià de Dalt) · Vegeu més fotos d'aquest monument · Carregueu una nova foto d'aquest monument                             |
| Jardins de Can Nolla                                         | BCIL 1991    |                                                    | Premià de Dalt Camí de Can Nolla                                          | 41° 30′ 18″ N, 2° 21′ 30″ E / 41.505113°N,2.358321°E | IPA-40271     | Carregueu una nova foto d'aquest monument                                                                                              |
| Capella de Sant Sebastià                                     | BCIL 1991    |                                                    | Premià de Dalt Cementiri, c. Jaume I                                      | 41° 30′ 04″ N, 2° 20′ 35″ E / 41.500977°N,2.342980°E | IPA-40273     | Capella de Sant Sebastià (Premià de Dalt) · Vegeu més fotos d'aquest monument · Carregueu una nova foto d'aquest monument              |
| Can Pau Cusó, Can Pau Manent                                 | BCIL 1991    | XVII                                               | Premià de Dalt Riera de Sant Pere, 132                                    | 41° 30′ 26″ N, 2° 20′ 40″ E / 41.507090°N,2.344307°E | IPA-40282     | Can Pau Cusó (Premià de Dalt) · Vegeu més fotos d'aquest monument · Carregueu una nova foto d'aquest monument                          |